# 祁曼塔格乡
祁曼塔格乡是中国新疆维吾尔自治区若羌县下辖的一个乡，位于县境南部、羌塘高原北端，新疆、青海、西藏三省区交界处，夹于北部的祁曼塔格山脉与南部的昆仑山脉之间。祁曼塔格是维吾尔语，意为花草山。1909年若羌县设屈莽乡，辖依协克帕提和铁木里克地区之牧业，1979年逐步扩大到三个牧业大队（合作社），1981年5月成立依协克帕提和喀拉墩两牧业大队，后又成立依协克帕提牧业合作社，1983年11月成立祁曼塔格乡，隶祁曼区所辖，2005年3月祁曼区撤销，改为县辖乡。全乡面积6.56万平方公里，是中国面积最大的乡级行政区之一，境内有阿尔金山国家级自然保护区。辖2个村委会（祁曼塔格村、喀拉乔卡村），乡人民政府驻祁曼塔格村，为牧业乡，是若羌县的牧业基地之一。有通往依吞布拉克镇和青海境内的乡道以及山区各处的简易公路。